# Solfara Segreto del Sonno
Le solfare Segreto del Sonno o miniere Segreto del Sonno sono state quattro piccole miniere di zolfo site in provincia di Caltanissetta nei pressi del comune di Montedoro in località Gibellina.
La solfatara era già attiva nel 1839, oggi è abbandonata.